# William Sefton

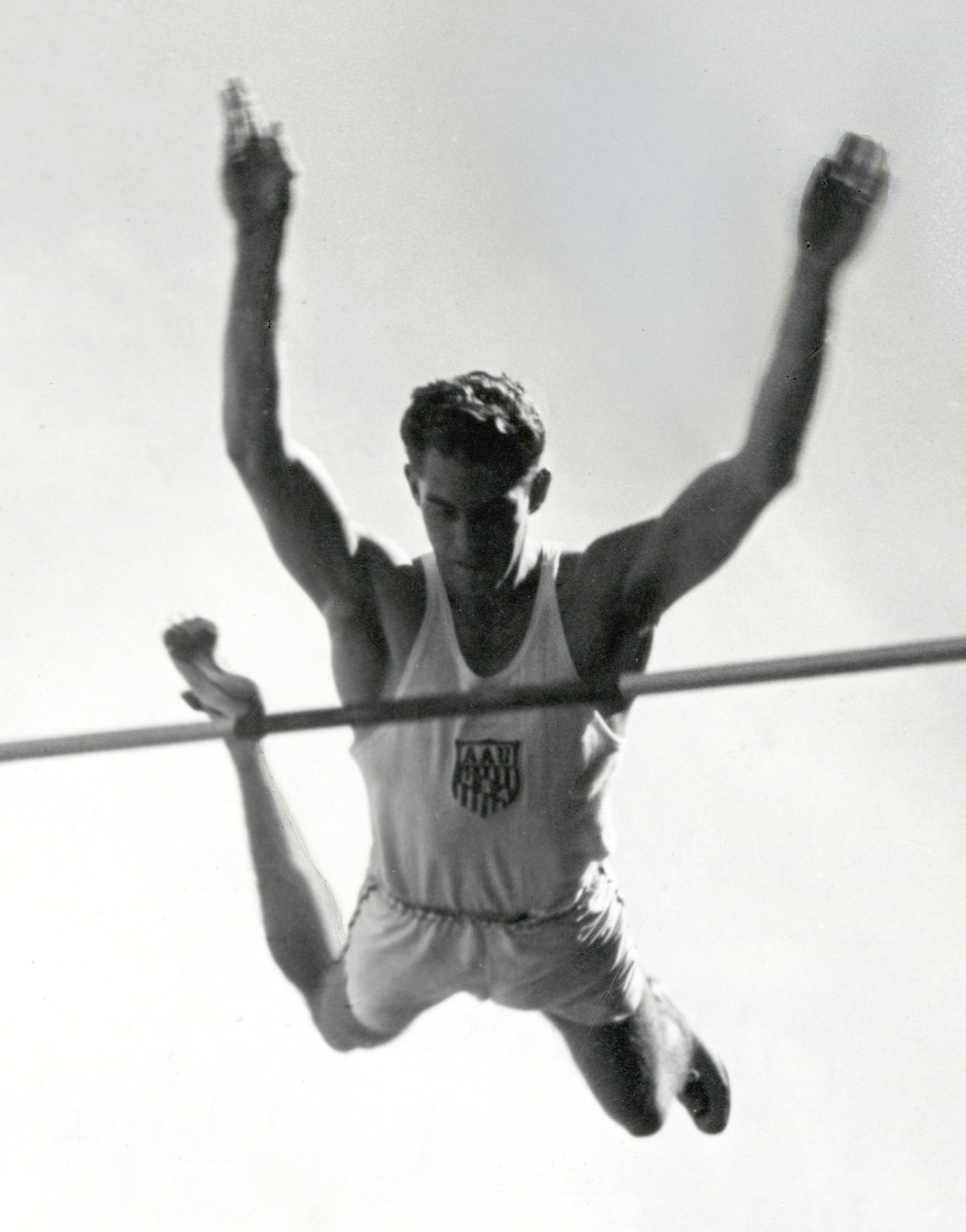
Bill Sefton, 1935

William „Bill“ Sefton (* 21. Januar 1915 in Los Angeles; † 2. Mai 1982 in Richardson, Texas) war ein US-amerikanischer Leichtathlet, der vor dem Zweiten Weltkrieg im Stabhochsprung erfolgreich war. Er sprang mehrfach Weltrekord und nahm an den Olympischen Spielen 1936 in Berlin teil.

## Weltrekorde
Zwischen 1932 und 1934 verbesserte Sefton dreimal den Weltrekord der Junioren:
- 4,12 m (13' ½") am 30. April 1932 in Los Angeles
- 4,26 m (14' 10") am 10. und 17. März 1934 in Los Angeles
- 4,27 m (14' 0 ½") am 28. April 1934 in Santa Barbara

Bill Sefton gewann dreimal (1935–1937) die NCAA-Meisterschaft, wobei er sich zwei Titel (1935 und 1936) sowie den AAU-Titel im Jahr 1935 mit seinem Teamkameraden Earle Meadows teilen musste.
Auch seine beiden Weltrekorde erzielte er gemeinsam mit Meadows:
- 4,48 m (14' 8 ½") am 8. Mai 1937 in Stanford
- 4,54 m (14' 11") am 29. Mai 1937 in Los Angeles

Aus diesem Grund wurden Bill Sefton und Earle Meadows die „himmlischen Zwillinge“ („The Heavenly Twins“) genannt. Bei den Olympischen Spielen 1936 in Berlin ging Sefton mit übersprungenen 4,25 m jedoch leer aus, während Meadows Gold gewann.